# Gabriel Coffinières de Nordeck
Pour les articles homonymes, voir Coffinières.
Gabriel Coffinières de Nordeck, né le 30 janvier 1844 à Montpellier et mort le 6 mars 1898 à Paris, est un officier et artiste français.

## Biographie
Léon-Gabriel Coffinières est le fils aîné de Marie-Louise Sarran et du capitaine Grégoire-Gaspard-Félix Coffinières, qui deviendra général de division sous le Second Empire et obtiendra en 1864 le changement de son patronyme en « Coffinières de Nordeck », en ajoutant à son nom celui de sa grand-mère maternelle.
Élève de l’École polytechnique (1864-1866) et de l’École d'application (1866-1868), le lieutenant Gabriel Coffinières de Nordeck participe depuis quelques mois à une campagne en Algérie, au sein du 3e régiment d'artillerie, au moment où éclate la Guerre franco-allemande de 1870. Il est alors affecté au 10e régiment d'artillerie. Fait prisonnier à Sedan, il parvient à s'évader au bout de deux tentatives et à rejoindre son régiment à Rennes. Le 11 octobre 1870, alors qu'il prend part au combat des Ormes (Loiret), il est grièvement blessé et doit être amputé du poignet gauche. Son courage lui vaut le grade de capitaine quelques jours plus tard, puis la croix de la Légion d'honneur en février 1871.
Malgré son infirmité, la capitaine Coffinières de Nordeck sert encore lors de la campagne de 1871 à l'intérieur. Après la Semaine sanglante, il se voit infliger trente jours d'arrêt après s'être battu contre un civil qui l'aurait insulté. Sa punition accomplie, il démissionne de l'armée.
Il se tourne alors vers l'art et réalise notamment des vues d'Afrique du Nord à l'aquarelle. Élève de Meissonier, il expose au Salon dès 1875. En 1877, il y présente La Journée d'un homme du monde, une aquarelle sur éventail acquise par la princesse Mathilde. Il a aussi peint une série de miniatures représentant les épisodes de la vie de Jeanne d'Arc.
Également dessinateur de presse et caricaturiste, il collabore à la Vie parisienne d'Émile Marcelin et au Triboulet de Saint-Patrice, pour lequel il réalise de féroces charges antirépublicaines sous le pseudonyme de « Gab ». Monarchiste, il est antidreyfusard à la fin de sa vie.
Mort d'une congestion cérébrale le 6 mars 1898 à son domicile du no 4 de la rue Lamennais, Gabriel Coffinières de Nordeck est inhumé dans une sépulture familiale à Castelnaudary.

Œuvres de Gabriel Coffinières de Nordeck
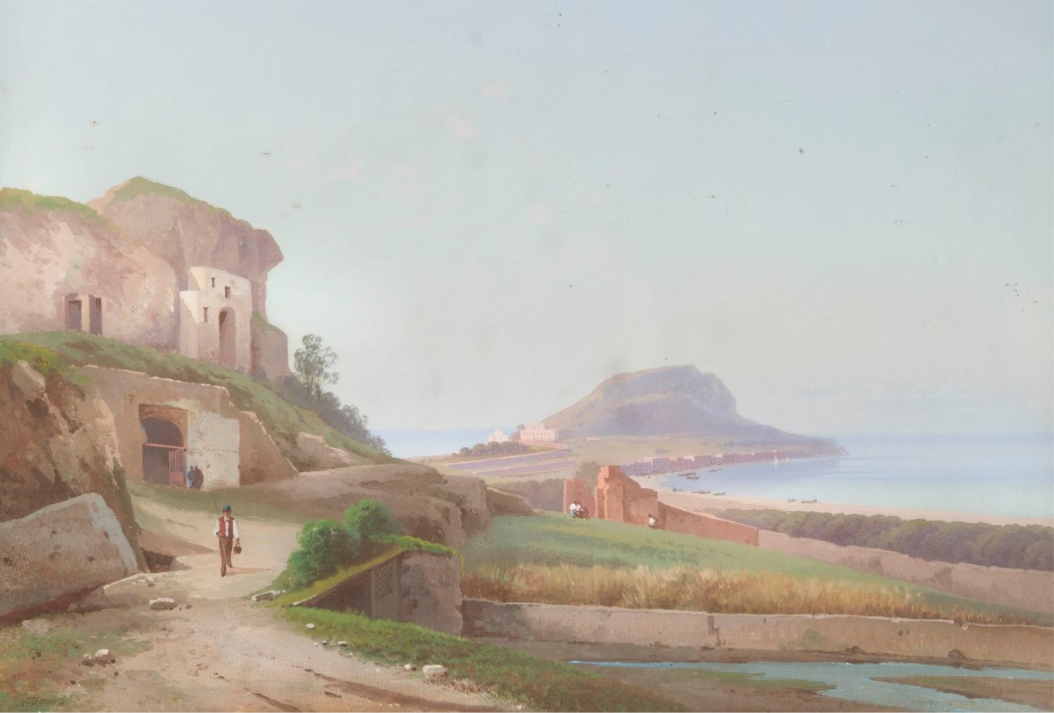
Paysage méditerranéen animé, gouache, sans date, localisation inconnue.
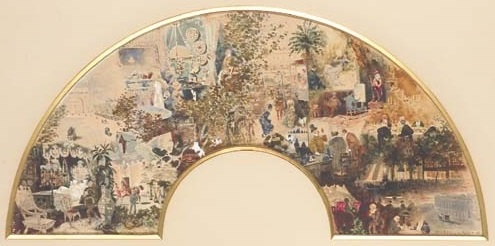
La Journée d'un homme du monde, aquarelle, 1877, localisation inconnue.
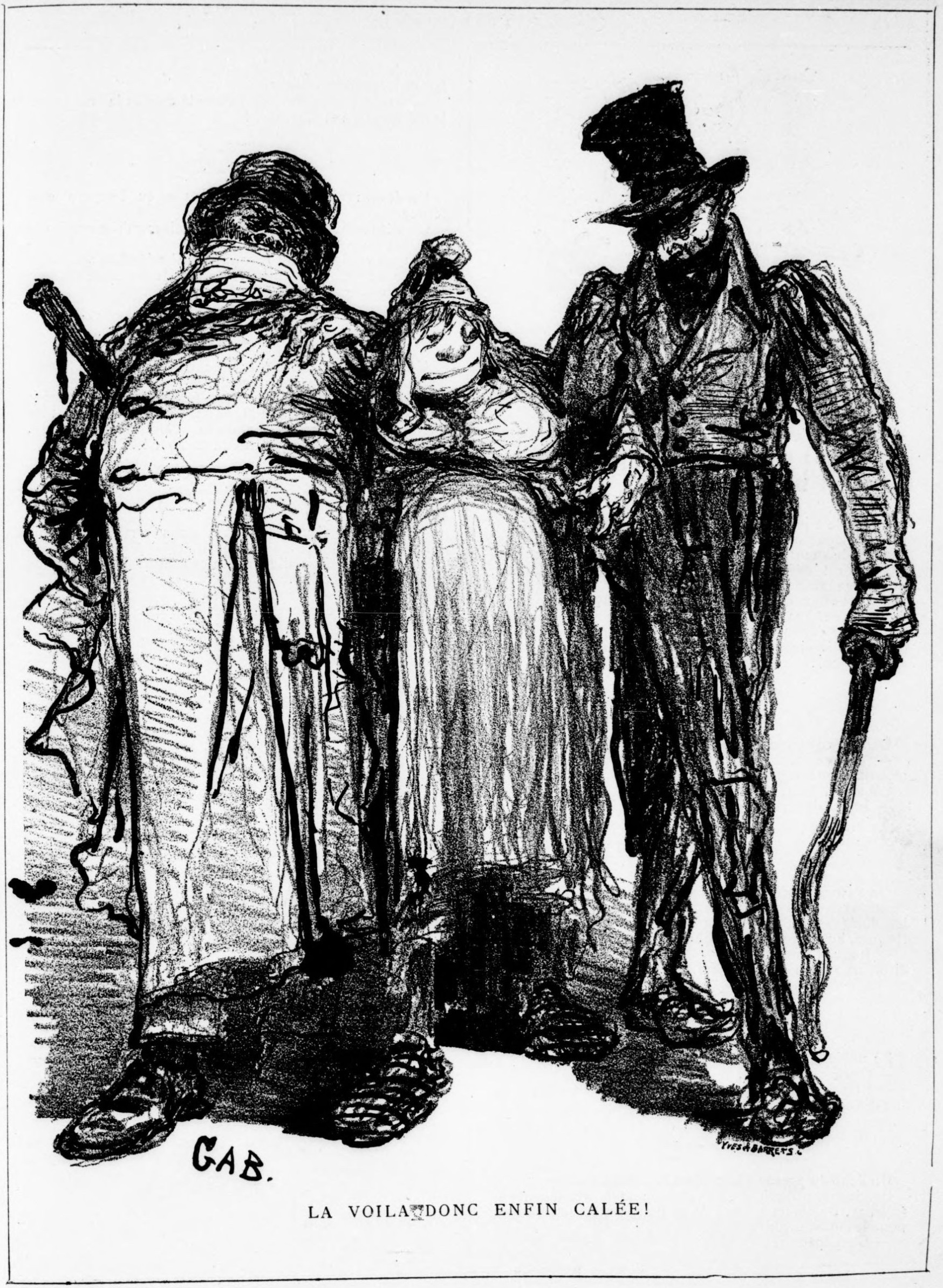
Dessin satirique publié dans le Triboulet du 12 janvier 1879.
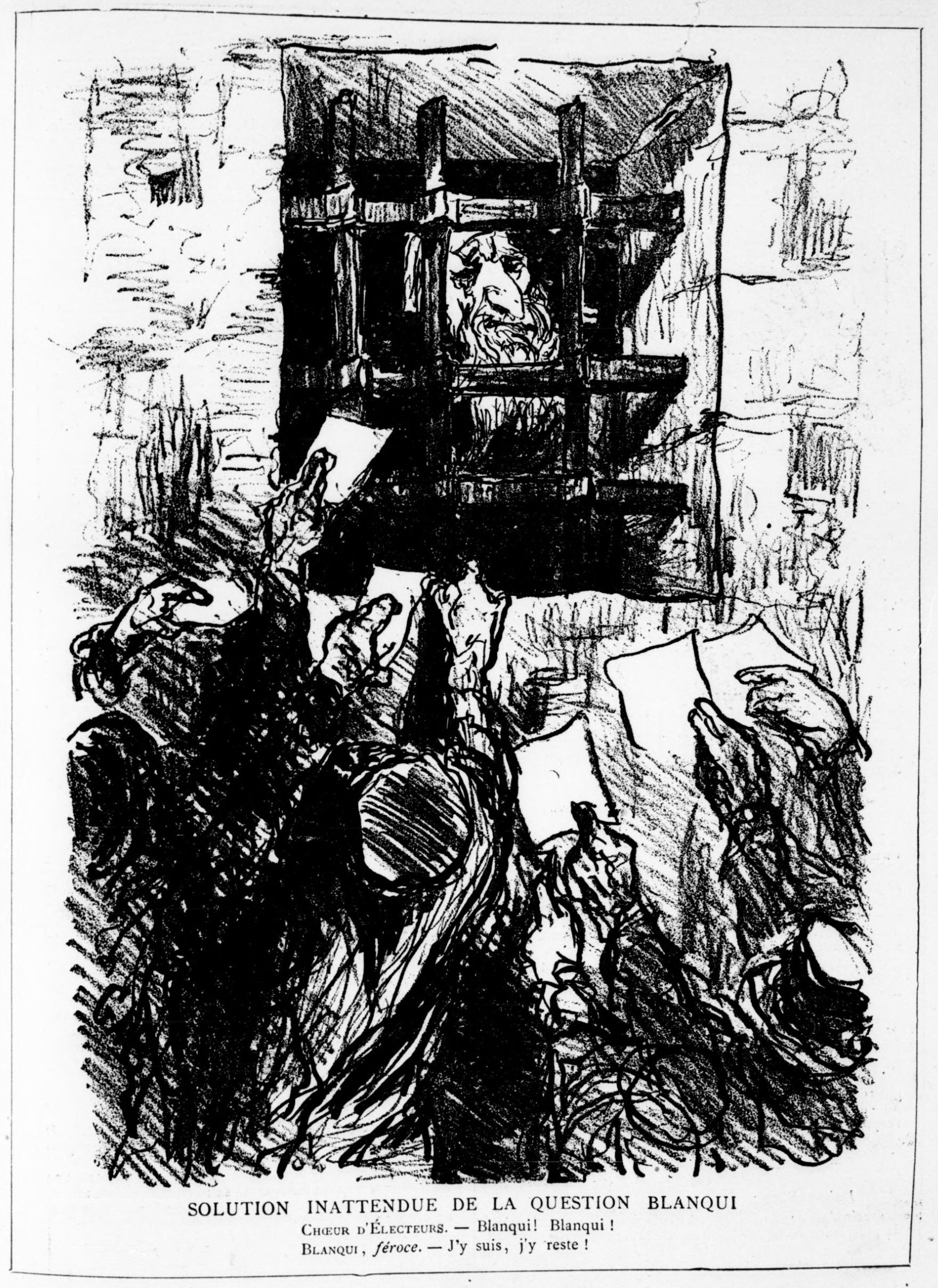
Caricature de Blanqui, à propos de son élection à Bordeaux (Triboulet du 27 avril 1879).